# Иванов, Константин Иванович (депутат Думы)
Константи́н Ива́нович Ивано́в (1876 — ?) — учитель, депутат Государственной думы II созыва от Иркутской губернии.

## Биография
Русский по национальности. Из крестьян Тункинской волости Иркутского уезда. Выпускник Иркутской учительской семинарии. 8 лет служил учителем в Тункинской инородческой школе. Продолжал заниматься земледелием и скотоводством.
7 апреля 1907 года избран во Государственную думу II созыва от общего состава выборщиков Иркутского губернского избирательного собрания. Вошёл в состав Трудовой группы и фракции Крестьянского союза. Работал в сибирской парламентской группе. Состоял в думской комиссии по народному образованию. Выступал за освобождение школ от опеки полиции, повышение материального благополучия учителей и так далее, то есть за реформу образования.
Дальнейшая судьба и дата смерти неизвестны.